# 박찬형
박찬형(1969년 9월 5일 ~ )은 대한민국의 기자다.

## 학력
- 건국대학교 물리학과 졸업
- 건국대학교 언론홍보대학원 석사

## 데뷔
- 1995년 : KBS 21기 공채 기자
- KBS 사회1부 기자
- KBS 경제부 기자
- KBS 경제과학팀 기자
- KBS 국제부 기자
- KBS 탐사제작부 기자(시사기획 창)
- 2018년 4월 ~ 2019년 2월 : KBS 보도본부 통합뉴스룸(방송) 뉴스제작1부장
- 2021년 12월 ~ : KBS 보도본부 통합뉴스룸(방송) 해설위원

## 진행
- KBS 1TV 경제전망대 (2003년 11월 9일 ~ 2004년 8월 15일)
- KBS 1TV 경제포커스 (2005년 10월 31일 ~ 2006년 11월 24일 )
- KBS 2TV KBS 8 뉴스타임 (2007년 11월 5일 ~ 2008년 3월 28일)
- KBS 2TV KBS 일요뉴스타임 (2009년 4월 26일 ~ 2010년 5월 9일)
- KBS 1TV 사사건건 (2020년 6월 22일 ~ 2021년 7월 23일)
- KBS 1라디오 뉴스 중계탑 (2021년 12월~ 2023년 11월)